# Форест-Гіллс (Теннессі)
Форест-Гіллс (англ. Forest Hills) — місто (англ. city) в США, в окрузі Девідсон штату Теннессі. Населення — 5038 осіб (2020).

## Географія
Форест-Гіллс розташований за координатами 36°3′54″ пн. ш. 86°50′25″ зх. д. / 36.06500° пн. ш. 86.84028° зх. д. (36.065124, -86.840283).  За даними Бюро перепису населення США в 2010 році місто мало площу 23,88 км², уся площа — суходіл.

## Демографія
Згідно з переписом 2010 року, у місті мешкало 4812 осіб у 1777 домогосподарствах у складі 1515 родин. Густота населення становила 201 особа/км².  Було 1884 помешкання (79/км²).
Расовий склад населення:
| - 95,8 % — білих - 1,5 % — азіатів - 1,4 % — чорних або афроамериканців |

До двох чи більше рас належало 1,0 %. Частка іспаномовних становила 1,2 % від усіх жителів.
За віковим діапазоном населення розподілялося таким чином: 25,0 % — особи молодші 18 років, 57,4 % — особи у віці 18—64 років, 17,6 % — особи у віці 65 років та старші. Медіана віку мешканця становила 47,5 року. На 100 осіб жіночої статі у місті припадало 99,4 чоловіків;  на 100 жінок у віці від 18 років та старших — 97,4 чоловіків також старших 18 років.
Середній дохід на одне домашнє господарство  становив 289 744 долари США (медіана — 199 464), а середній дохід на одну сім'ю — 307 533 долари (медіана — 219 688). Медіана доходів становила 138 021 долар для чоловіків та 86 146 доларів для жінок. За межею бідності перебувало 3,8 % осіб, у тому числі 3,3 % дітей у віці до 18 років та 1,4 % осіб у віці 65 років та старших.
Цивільне працевлаштоване населення становило 2385 осіб. Основні галузі зайнятості: освіта, охорона здоров'я та соціальна допомога — 33,0 %, науковці, спеціалісти, менеджери — 20,7 %, виробництво — 8,1 %, фінанси, страхування та нерухомість — 7,3 %.